# If I Never See You Again
If I Never See You Again is een nummer van de Schotse band Wet Wet Wet uit 1997. Het is de eerste single van hun zevende studioalbum 10.
Het nummer is een ballad die gaat over een verloren liefde. Het werd een grote hit op de Britse eilanden, met een 3e positie in het Verenigd Koninkrijk. In Nederland haalde het nummer de 17e positie in de Tipparade, en in de Vlaamse Ultratop 50 kwam het tot een bescheiden 35e positie.